# Roland Collombin
Roland Collombin (* 17. Februar 1951 in Versegères, Gemeinde Bagnes, Kanton Wallis) ist ein ehemaliger Schweizer Skirennfahrer, der zu Beginn der 1970er Jahre zur Weltspitze in der Abfahrt zählte und für seine riskante Fahrweise bekannt war. 

## Biografie
Seine grössten Erfolge sind der zweite Platz bei den Olympischen Winterspielen 1972 in Sapporo (hinter Bernhard Russi) sowie der Gewinn des Abfahrtsweltcups in den Jahren 1973 und 1974. Ausserdem wurde er 1973 Dritter in der Gesamtwertung. Insgesamt gewann er acht Weltcuprennen, vier davon innert 21 Tagen; dazu kommen drei zweite Plätze. Aufgrund der Erfolge in den vorherigen Saisonabfahrten galt er als grosser Favorit für die Weltmeisterschaften 1974 in St. Moritz, bei der er aber an derselben Stelle wie Werner Grissmann stürzte (Collombins erster Ausfall in diesem Rennwinter). Allerdings war er bereits nach dem Gleitstück 0,45 s hinter Sieger David Zwilling gelegen.
Am 8. Dezember 1974, beim ersten Abfahrtsrennen der Saison in Val-d’Isère stürzte er und zog sich eine Verstauchung der Wirbelsäule zu, wodurch er ein Jahr lang pausieren musste. Am 6. Dezember 1975 stürzte er im zweiten Trainingslauf an der genau gleichen Stelle. Er verletzte sich dabei so schwer (Bruch zweier Rückenwirbel), dass er zwei Tage lang gelähmt war und danach seine Sportkarriere beenden musste. Dieser Sprung auf der Piste Oreiller-Killy wird seither Bosse à Collombin genannt.
Seit dem Abschluss seiner Karriere als Skifahrer ist Collombin als Winzer, Weinhändler und Hotelier tätig. Zuerst führte er ein Bistro in seinem Heimatort Versegères, 2015 eröffnete er sein «Raclette-Stübli» «Streif» (benannt nach der berühmten Abfahrt in Kitzbühel) in Martigny.

## Erfolge

### Olympische Spiele (auch WM)
- Sapporo 1972: 2. Abfahrt

### Weltcupwertungen
Roland Collombin gewann zweimal die Disziplinenwertung in der Abfahrt.
| Saison  | Gesamt | Gesamt | Abfahrt | Abfahrt |
| Saison  | Platz  | Punkte | Platz   | Punkte  |
| ------- | ------ | ------ | ------- | ------- |
| 1971/72 | 38.    | 8      | 15.     | 8       |
| 1972/73 | 3.     | 131    | 1.      | 120     |
| 1973/74 | 4.     | 140    | 1.      | 120     |

### Weltcupsiege
Collombin errang insgesamt 11 Podestplätze, davon 8 Siege:
| Datum             | Ort                    | Land        | Disziplin |
| ----------------- | ---------------------- | ----------- | --------- |
| 15. Dezember 1972 | Gröden                 | Italien     | Abfahrt   |
| 6. Januar 1973    | Garmisch-Partenkirchen | Deutschland | Abfahrt   |
| 7. Januar 1973    | Garmisch-Partenkirchen | Deutschland | Abfahrt   |
| 27. Januar 1973   | Kitzbühel              | Österreich  | Abfahrt   |
| 6. Januar 1974    | Garmisch-Partenkirchen | Deutschland | Abfahrt   |
| 12. Januar 1974   | Avoriaz                | Frankreich  | Abfahrt   |
| 19. Januar 1974   | Wengen                 | Schweiz     | Abfahrt   |
| 26. Januar 1974   | Kitzbühel              | Österreich  | Abfahrt   |